# Elite: Dangerous
Elite: Dangerous je objevitelsko-obchodně-akční vesmírný simulátor, který je čtvrtým pokračováním úspěšné herní série Elite z 80. a 90. let 20. století. Hráč zde pilotuje kosmickou loď napříč realisticky vytvořenou galaxií, která je založena na reálné Mléčné dráze. Jde o první hru v této sérii, ve které je zahrnuta hra více hráčů po internetu. S tím efektem, že akce každého hráče ovlivňují příběhovou linii u jinak staticky generovaného vesmíru a jsou zde zahrnuty i možnosti pro jednotlivé samostatné hráče. Hra navazuje na předchozí díl Frontier: First Encounters, který je třetí v pořadí a byl vydaný v roce 1995.